# Stazione di Sorengo Laghetto
La stazione di Sorengo Laghetto è una fermata ferroviaria della linea Lugano-Ponte Tresa a servizio del lago di Muzzano, in comune di Sorengo.

## Storia
La fermata fu aperta al servizio pubblico il 5 giugno 1912, assieme alla linea ferroviaria, ma con il solo nome di Sorengo.
Alla fine degli anni Settanta, la posizione della fermata fu ritenuta poco sicura in quanto decentrata rispetto al paese. Si pensò di spostarla di 200 m all'altezza del passaggio a livello della zona denominata Cisterna, che sarebbe stato sostituito da un sottopassaggio costruito contestualmente al nuovo impianto.
In seguito all'attivazione della nuova fermata a servizio del paese, la vecchia cambiò nome nell'attuale "Sorengo Laghetto".

## Strutture e impianti
Il piazzale è composto dal solo binario di corsa della linea ferroviaria, servito da un'unica banchina.
Sono presenti una piccola pensilina, costruita nel 1966 per proteggere i viaggiatori dalle intemperie, e due fabbricati di servizio.

## Movimento
La fermata è servita dai treni della linea S60 della rete celere ticinese, cadenzati con frequenza di quindici minuti nei giorni feriali e semioraria in quelli festivi.

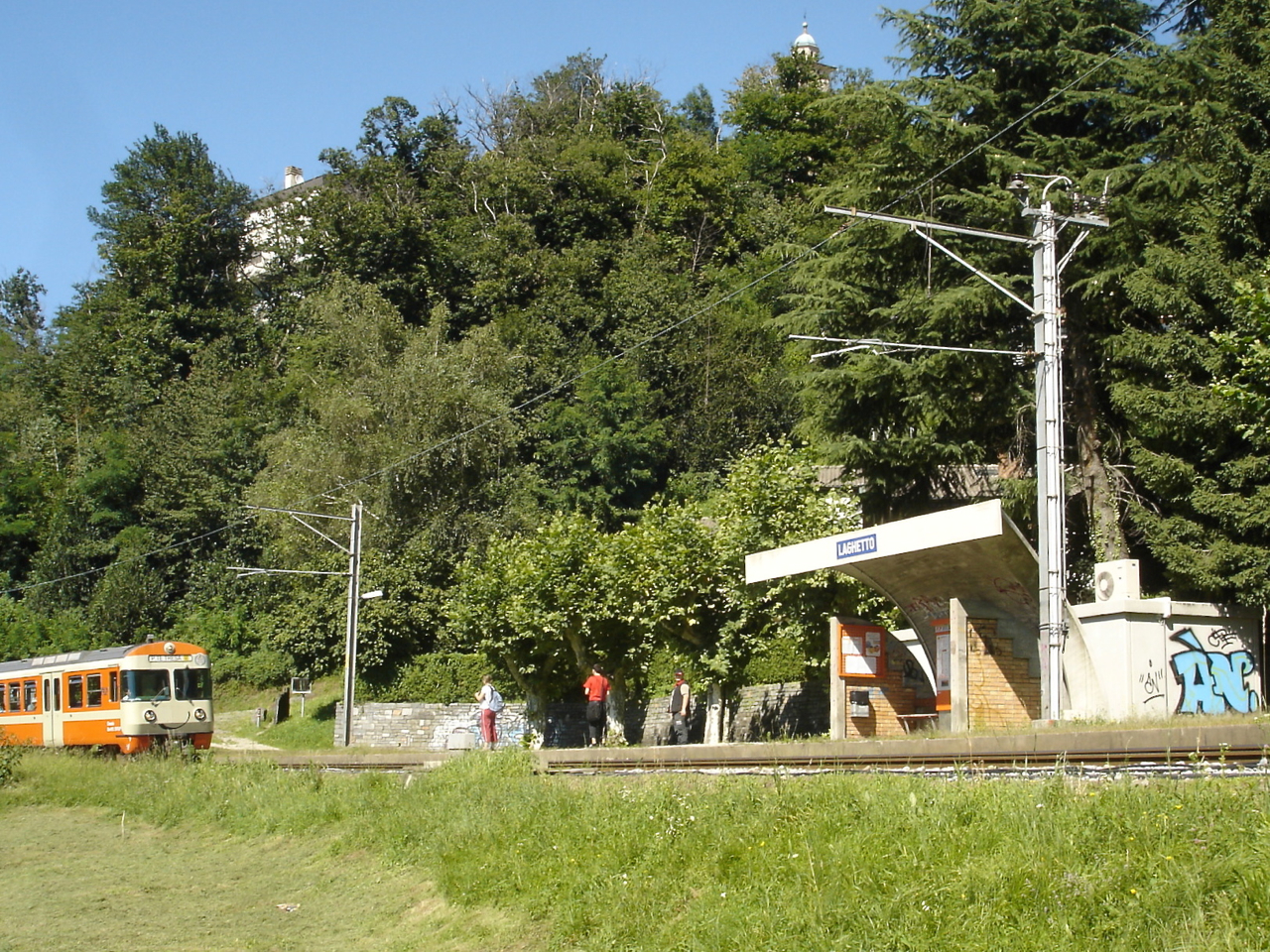
Un Be 4/12 in arrivo presso la fermata

## Servizi
- Biglietteria automatica